# Гірнича промисловість Афганістану
Гірнича промисловість Афганістану
Гірнича промисловість країни знаходиться на стадії становлення і включає розробку родовищ газу, вугілля, гірничо-хімічної сировини, дорогоцінного і виробного каменю. Гірничі роботи нестабільні внаслідок тривалих військових дій.
Природний газ. Найважливіша галузь — газодобувна. З 1967 р. за допомогою СРСР розроблявся великий газоносний басейн на півночі країни, в 1980-і роки природний газ у великому обсязі транспортували до Радянського Союзу.
На початку XXI ст. важливе джерело іноземної валюти — природний газ, який постачається трубопроводом в Узбекистан. Видобуток природного газу в регіоні 2 400 м³/добу, переважно поблизу Шібірган (Shiberghan) і Сарі-Пуль (Sar-i-Pol), північніше Кабулу. Природний газ також використовують для вироблення електроенергії в Мазарі-Шарифі (Mazar-e-Sharif).
Будівництво газопроводу з Туркменістану через територію західного Афганістану в Пакистан в кінці 1998 р. було заморожене через нестійку політичну обстановку.
Вугілля. Друга за значенням — вугільна промисловість. В мирний час кам'яне вугілля розробляли підземним способом, глибина розробки 100–200 м. На початку XXI ст. вугілля видобувають в Каркарі (поблизу Пулі-Хумрі), в Ішпушті (поблизу Доші) на північ від Кабулу і в Дарі-Суф на південь від Мазару. Видобуток вугілля — 180 тис. т/рік. Планується його збільшення до 300 тис. т/рік. Чехія — поставник гірничого обладнання.
Уран видобувають в горах Khwaja Rawash на схід від Кабула, який експорують в країни Центральної Азії.
Інші корисні копалини. В невеликій кількості добувають залізну руду, барит (родовище Сангілян), тальк, мармуровий онікс, лазурит (Сарі-Санг), золото, сірку, мармур, гіпс і ін.
На південь від Кабулу розташований мідеплавильний завод продуктивністю 150 тис.т/рік мідної руди. Сировинна база — мідне родовище з запасами 360 тис.т, яка містить 0,7–1,5% Cu.
Давно відомий у світі афганський лазурит з родовища Сари-Санг, який добувають і сьогодні, але цікаво, що його було виявлено в гробницях фараонів і при розкопках Трої.
Фахівців в галузі геології і гірничої справи готують в університеті і політехнічному інституті Кабулу.